# Crocus caeruleus
Crocus caeruleus – gatunek rośliny górskiej z rodziny kosaćcowatych. W niektórych ujęciach systematycznych traktowany jako podgatunek lub odmiana szafranu wiosennego. Rośnie w regionach górskich wschodniej i południowej Europy, w rejonie Alp bardzo powszechny. 

## Morfologia
Niewielkie rośliny wieloletnie o wysokości od 10 do 15 cm, o spłaszczonej kulistej bulwie. Najniższe liście są wykształcone pod postacią pergaminowatych, lekko białych pochew liściowych. Pozostałe liście pojawiają się w okresie kwitnienia; są równowąskie, ciemnozielone z białą linią na środku, są prawie takiej samej długości, co pąk kwiatowy. Kwiaty przeważnie pojedyncze, złożone z 6 łopatkowatych płatków białego, rzadziej bladofioletowego koloru o długości od 1,5 do 2,5 cm, rurkowato zrośniętych u końca. Słupek jest krótszy od pręcików. 
Gatunki podobneSzafran spiski (C. vernus ssp. vernus = C. scepusiensis), o barwie kwiatów fioletowoliliowej, ciemnofiołkowej, rzadko białej. Szafran wiosenny (C. vernus) ma większe kwiaty.

## Biologia i ekologia
Kwitnie od kwietnia do czerwca. Występuje na łąkach i wilgotnych pastwiskach; od 600 do 2500 m n.p.m.